# Stoneville (Canada)
Stoneville is een dorp en local service district in de Canadese provincie Newfoundland en Labrador.

## Geschiedenis
Sinds 1985 hebben de inwoners van het in gemeentevrij gebied gelegen Stoneville beperkt lokaal bestuur doordat de plaats een local service district werd.

## Geografie
Stoneville is gelegen op het schiereiland Port Albert aan de Kittiwake Coast van noordelijk Newfoundland. Stoneville is een straatdorp dat gebouwd is langsheen Route 335, een provinciebaan die langs de kust van Dog Bay loopt.

## Demografie
Demografisch gezien is de designated place Stoneville, net zoals de meeste afgelegen plaatsen op Newfoundland, aan het krimpen. Tussen 1991 en 2021 daalde de bevolkingsomvang van 426 naar 274. Dat komt neer op een daling van 152 inwoners (-35,7%) in 30 jaar tijd.
| Demografische ontwikkeling van Stoneville tussen 1991 en 2021   |
| --------------------------------------------------------------- |
|                                                                 |
| Bron: Statistics Canada (1991–1996, 2001–2006, 2011–2016, 2021) |